# اقلیت

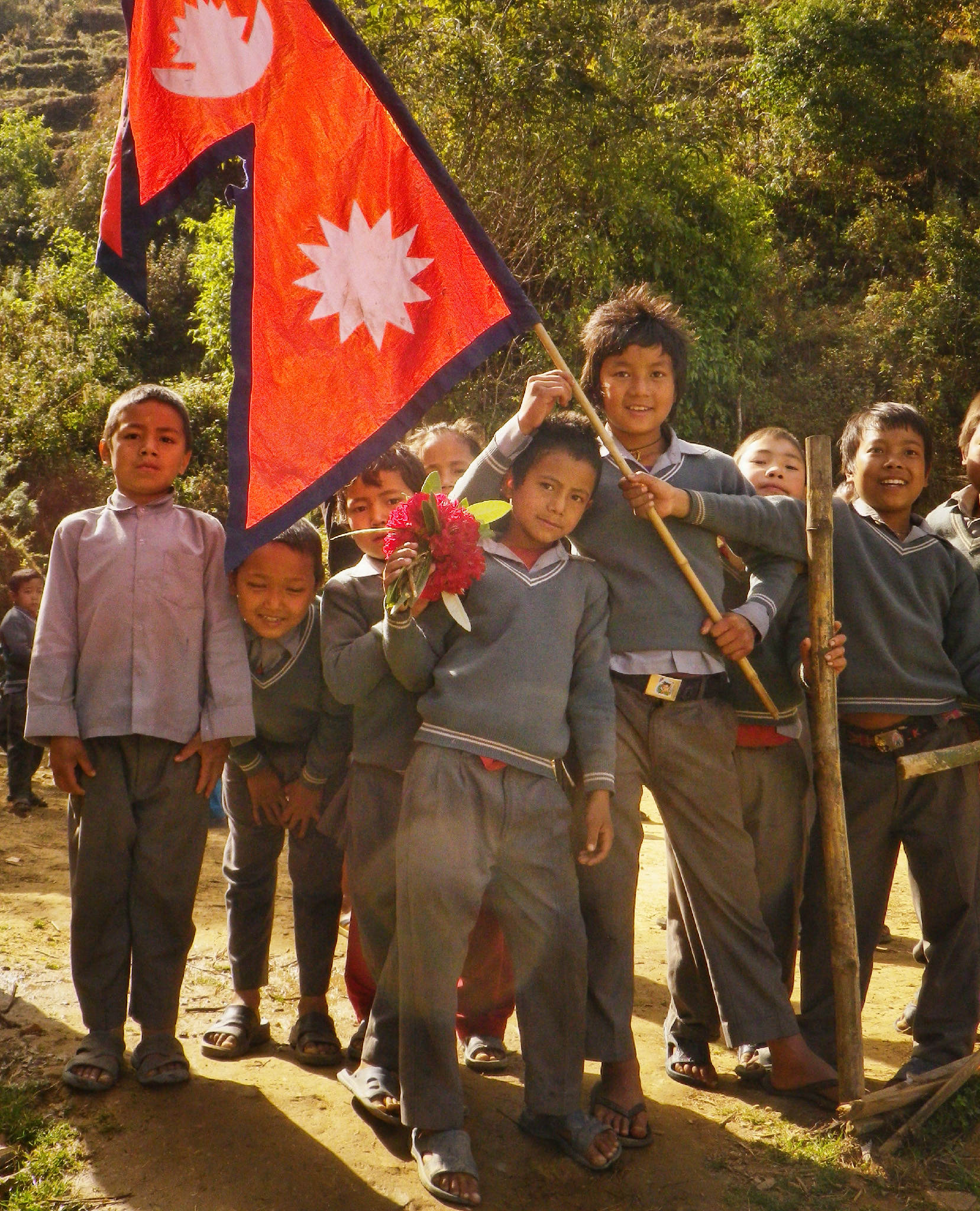
تجمع یکی از اقلیت های اجتماعی با پرچم مربوطه

اقلیت یا گروه اقلیت، اشاره به دسته‌ای از افراد است که متفاوت از اکثریتِ جامعه‌ای هستند که عمدهٔ قدرت اجتماعی را در دست دارند. در چنین شرایطی، اکثریت ممکن است مواضعِ اکثریتیِ خود را به‌شکلِ قانون نیز تعریف کرده باشد. تفاوت‌هایی که اقلیت در یک جامعه را می‌سازند می‌توان در ویژگی‌های انسانی از جمله قومیت، نژاد، مذهب، طبقه اجتماعی، جنسیت، ثروت، سلامت یا گرایش جنسی افراد جست‌وجو کرد. اعضای اقلیت اکثراً توسط دیگران مورد تبعیض قرار می‌گیرند و در وضع نامناسب‌تری قرار دارند. اعضای گروه اقلیت عموماً سهم کم‌تری از مزیت‌های اجتماعی چون قدرت، ثروت و احترام را دارند. گروه اقلیت یک مفهوم جامعه‌شناسی و نتیجهٔ تفاوت‌ها است. در علوم اجتماعی، اصطلاح «اقلیت» گاهی برای توصیف روابط قدرت اجتماعی میانِ گروه فرادست و فرودست به‌کار می‌رود و نشان دهندهٔ «تفاوت جمعیتی» در درون یک جمعیت است. کنشگران اجتماعی ممکن است در طیف گسترده‌ای از مسائل از زبانِ حقوق اقلیت‌ها از جمله حقوق دانشجویان، حمایت از حقوق مصرف‌کننده، حقوق زنان، حقوق کودکان و حقوق جانوران استفاده کنند. از نظر آماری اقلیت به دو دسته تقسیم می‌شود؛ اقلیت بزرگ و اقلیت کوچک. اقلیت بزرگ به اقلیتی گفته می‌شود که از نظر آماری و درصدی نزدیک به اکثریت باشد. اقلیت کوچک نیز به اقلیتی گفته می‌شود که از نظر آماری و درصدی تفاوت زیادی با اکثریت داشته باشد. اما اقلیت‌ها در مفهوم جامعه‌شناسی به چند دسته تقسیم می‌شوند، از جمله؛ اقلیت‌های قومی و نژادی، اقلیت‌های جنسی، اقلیت‌های دینی و مذهبی، اقلیت‌های عقیدتی و سیاسی و سایر گروه‌هایی که در مفهوم جامعه‌شناسی دارای مشخصات گروه اقلیت باشند.

## رفتارشناسی
اعضای گروه‌های اقلیت نوعی حس همبستگی گروهی و احساس تعلق به یک‌دیگر دارند؛ در نتیجه احساسات وفاداری و علایق مشترک بین آن‌ها معمولاً بالا است. اعضای گروه اقلیت، معمولاً تا اندازه‌ای از اجتماع بزرگ‌تر جدا هستند و در محلات، شهرها یا مناطق خاصی از کشور متمرکزند. ازدواج میان‌گروهی بین کسانی که در گروه اکثریت هستند با اعضای گروه اقلیت بسیار اندک است. افراد گروه اقلیت ممکن است به‌طور جدی به ازدواج‌های درون‌گروهی اعتقاد داشته باشند.

## حمایت از اقلیت‌ها
حقّ تعیین سرنوشت موضوعی کلیدی است. حفاظت از اقلیت‌های قومی در کشورهای اروپایی در بالاترین سطح است.

## اقلیت‌های قومی و نژادی
اقلیت‌های قومی از نظر قومی یا نژادی با گروه اکثریت متفاوت هستند. اقلیت‌ها ممکن است هم از نظر فیزیکی و هم از نظر قومی از گروه اکثریت متمایز باشند. اهالی هند غربی و آسیایی‌ها در بریتانیا؛ سرخ‌پوستان و سیاهان آمریکا از این‌گونه اقلیت‌ها هستند. چنان‌چه گروه اقلیت از نظر ویژگی‌های نژادی مانند رنگ پوست از گروه اکثریت متمایز باشد، اقلیت نژادی نامیده می‌شود.

## اقلیت‌های دینی و مذهبی
اقلیت مذهبی گروهی هستند که به مذهبی غیر از مذهب اکثریت اعتقاد دارند و به این دلیل از مزایای برابر با اکثریت بهره‌مند نیستند. یهودیان در آلمان، مسیحیان، یهودیان و پیروان ادیان به‌جز اسلام در ایران و وضعیت مسلمانان در بریتانیا نمونه‌های اقلیت دینی هستند. در ایالات متحده آمریکا با این که آزادی مذاهب وجود دارد؛ اما ازدواج‌های میانِ ادیان بسیار محدود است. گاهی تفاوت بین گروه اقلیت با گروه اکثریت ممکن است کم‌تر باشد؛ مثلاً هنگامی که گروه اقلیت از شاخهٔ دیگر مذهب گروه اکثریت پیروی می‌کنند مانند شیعیان در یک کشورِ سنی‌مذهب.

### اقلیت‌های دینی و مذهبی قانونی در ایران
اقلیت‌های دینی و مذهبی قانونی در ایران عبارتند از:
1. ایرانیان زرتشتی، کلیمی و مسیحی اعم ازآشوریان ایران وارمنیان ایران تنها اقلیت‌های دینی شناخته می‌شوند که در حدود قانون در انجام مراسم دینی خود آزادند و دراحوال شخصیه و تعلیمات دینی بر طبق آیین خود عمل می‌کنند[۴]
2. اقلیت‌های مذهبی اعم از حنفی، شافعی، مالکی، حنبلی و زیدی دارای احترام کامل می‌باشند و پیروان این مذاهب در انجام مراسم مذهبی، طبق فقه خودشان آزادند و در تعلیم و تربیت دینی و احوال شخصیه (ازدواج، طلاق، ارث و وصیت) و دعاوی مربوط به آن در دادگاه‌ها رسمیت دارند و در هر منطقه‌ای که پیروان هر یک از این مذاهب اکثریت داشته باشند، مقررات محلی در حدود اختیارات شوراها بر طبق آن مذهب خواهد بود، با حفظ حقوق پیروان سایر مذاهب.[۵]

### اصل ۱۴ قانون اساسی
به حُکم آیهٔ «لاینهاکم الله عن الدین لم یقاتلوکم فی الدین و لم یخرجوکم من دیارکم ان تبروهم و تقسطوا الیهم ان الله یحب المقسطین» دولت جمهوری اسلامی ایران و مسلمانان موظفند نسبت به افراد غیر مسلمان با اخلاق حسنه و قسط و عدل اسلامی عمل نمایند و حقوق انسانی آنان را رعایت کنند. این اصل در حق کسانی اعتبار دارد که بر ضداسلام و جمهوری اسلامی ایران توطئه و اقدام نکنند.

### اقلیت‌های عقیدتی دینی غیررسمی در ایران
دین‌ناباوران، بابیان، بهائیان، یارسان، صابئیان، سیک‌های ایران، شیطان‌پرستان، رائلیان... و نیز، همهٔ مسلمانانی که به کیش دیگری بگرَوند (نوکیشان)، فاقد هرگونه حقوق شهروندی، قانونی و بشری هستند و به‌شدت، سرکوب می‌شوند.

### تبعیض دینی زرتشتیان
آزار زرتشتیان نوعی آزار دینی است که پیروان مزدیسنا را هدف قرار می‌دهد. آزار زرتشتیان بارها در طول تاریخ این دین رخ داده‌است. آزار و تبعیض علیه پیروان زرتشت از زمان تغییر اجباری دین شروع شد. مسلمانان آتشکده‌های آنان را ویران کردند و زرتشتیان را مجبور به پرداخت جزیه کردند.
عبادتگاه‌های آنان هتک حرمت شد، معابدشان ویران گشت و مسلمانان به جای آنان مسجد ساختند. بسیاری از کتابخانه‌هایشان سوزانده شدند و بسیاری از آثار فرهنگیشان از بین رفتند. به‌تدریج قوانینی وضع شدند که رفتار زرتشتیان را مشخص می‌کرد و مشارکت آنان در اجتماع را محدود می‌ساختند. با گذشت زمان، آزار زرتشتیان گسترش یافت و تعداد زرتشتیان رو به کاهش گذاشت.
بیشتر زرتشتیان تحت تبعیض و آزار سیستماتیک مسلمانان مجبور به تغییر دین خود می‌شدند. هنگامی که یک خانوادهٔ زرتشتی به اجبار مسلمان می‌شد، فرزندانش به مدارس اسلامی فرستاده می‌شدند تا زبان عربی بیاموزد و دین اسلام را فراگیرد. در مواردی روحانیون زرتشتی مسلمانان را علیه آنچه که بدعت‌گذاران زرتشتی می‌نامیدند یاری می‌کردند.
جوامع زرتشتی و یهودی در ایران قبل از اسلام و حملهٔ اعراب برای صدها سال با آرامش همزیستی می‌کردند. این موضوع در کتاب‌های عهد عتیق بازتاب داده شده‌است.

## اقلیت‌های جنسی و جنسیتی
در قرن نوزدهم میلادی درکی درست از همجنسگرایی زنانه، همجنسگرایی مردانه، دوجنسگرایی و تراجنسیتی در مردم به‌عنوان یک گروه اقلیت در جهان غرب به‌دست آمد. در حال حاضر از اصطلاح دگرباشی به‌عنوان مخففِ عام برای نام‌بردن از این هویت‌ها استفاده می‌شود. دگرباشی هنوز در بسیاری از تمدن‌ها، گونه‌ای ناهنجاری تلقی می‌شود. هوموفوبیا، همجنس‌گراهراسی و همجنس‌گراستیزی نیز دامنه‌ای از نگرش‌های منفی شامل ترس و بیزاری از یا تبعیض نسبت به همجنسگرایان است.
در حالی که در بیشتر جوامع، تعداد زنان و مردان تقریباً برابر است اما وضعیت درک شده از زنان به‌عنوان یک «گروه وابسته» و تحتِ فرمان، موجب شد برخی (همچون جنبش‌های فمینیسم و مدافعین حقوق زنان) زنان را به‌عنوان اقلیت در نظر بگیرند.